# Kendrickia ignivenatus
Kendrickia ignivenatus är en snäckart som beskrevs av Alan Solem 1985. Kendrickia ignivenatus ingår i släktet Kendrickia och familjen Camaenidae. Inga underarter finns listade i Catalogue of Life.